# Huitième mode
 (août 2020).
Si vous disposez d'ouvrages ou d'articles de référence ou si vous connaissez des sites web de qualité traitant du thème abordé ici, merci de compléter l'article en donnant les références utiles à sa vérifiabilité et en les liant à la section « Notes et références ».
Dans le cadre théorique de l'octoéchos, le huitième mode du chant grégorien est caractérisé par une finale en Sol (mode tetrardus), qui sert également de teneur et autour de laquelle la mélodie peut faire des développements, et une teneur psalmodique à la quarte, sur le Do (mode plagial).
Le huitième mode est traditionnellement qualifié de « Perfectus », c’est-à-dire parfait.
La teneur à la quarte est une anomalie. Elle était primitivement sur le Si (à la tierce), mais ces teneurs surmontées d'un demi-ton (mode de type "Mi") sont instables, et l'évolution historique des pièces les a fait migrer au demi-ton supérieur (mode de type "Do").
Le huitième mode regroupe des architectures modales d'origines distinctes, mais pas toujours faciles à séparer en pratique.

## Sol-Do
Ce mode correspond à une évolution naturelle du mode primitif en Ré (corde Sol), par montée des accents à la quarte (sur Do), ou du mode primitif en Fa (corde Do), par descente de la finale sur son appui à la quarte (corde Sol).
Ce premier exemple ci-dessus (Ps 71:11) montre une teneur initialement établie sur le Do, et descendant en finale sur le Sol : La première partie joue sur la teneur Do avec appui sur Sol à la quarte inférieure, la deuxième baisse d'une tierce, en attente sur La avec montée des accents sur Do, et établit sa finale en résolution sur le Sol. La teneur inférieure autour de Sol est ici inexistante.
Le deuxième exemple (Ps. 44:8) correspond au cheminement inverse. Les deux premiers segments affirment le Sol comme teneur, avec un appui à la quarte inférieure. Le troisième segment monte à la quarte supérieure, par un enchaînement Fa-La-Do, pour un petit passage où le Do joue le rôle de teneur. Le quatrième segment revient sur la corde Sol initiale.
Ce mode de type "AqC" (voir modalité grégorienne est la forme normale des pièces du huitième mode.
On peut citer comme autres exemples la mélodie-type du huitième mode de l'Alléluia « Dominus dixit ad me » (Noël), et les mélodies similaires ; les introïts « Lux fulgebit hodie » (Noël, aurore) ou « Invocabit me » (i° D.Q.), les offertoires « Scapulis suis » (i° D.Q.), « Angelus Domini » (D. In albis) ou « Potas caeli » (Trinité), et les nombreux traits du huitième mode.

## Mode Sol-Si/Do
Dans ce mode fondé sur une finale sur Sol (de type A), la teneur à la tierce majeure sur Si est surmontée à un demi-ton par la quarte de la teneur A inférieure (donc de type B). Cette teneur B est généralement affaiblie, et difficile à percevoir, la quarte faisant sentir son attraction pour la transformer en B*, voire capturer la teneur pour la faire monter à la quarte.
Dans cet exemple ci-dessus (Ps 66:2), la teneur en B* n'est guère marquée que par la finale du premier segment. Le deuxième segment est surtout formé par une teneur d'attente sur La.
Dans l'exemple ci-dessus (Ps 13:7), la teneur B* est de plus masquée par les reprises de type Fa-La-Do, qui privilégie les teneurs d'attente sur Do (dans le premier segment) et sur La (dans le deuxième segment).
Ici, l'accentuation mélodique de "Dominus" montre cependant bien une teneur de type B*:
- La fin d'incise sur le Si (note de repos mélodique) montre qu'il ne s'agit pas d'une simple broderie à la quarte par rapport à la corde Sol (qui exigerait un retour à la teneur).
- L'accent tonique de "Dominus" montre que la teneur supérieure n'est pas un mode C sur le Do (pour lequel l'accentuation du mot n'est pas sur la teneur).

Ce mode se rencontre également dans le répertoire orné de la Messe, mais assez rarement: le huitième mode privilégie les modes à la quarte. On peut citer l'introït "Miserere" (xvi° D.P.P.), les communions "Hoc corpus quod pro vobis" (Passion), "Pater si non potest" (Rameaux) et "Ego clamavi" (xxii° D.P.P.).
L'introït "Ad te levavi" (premier dimanche de l'Avent) est un exemple où la teneur théorique du huitième mode, sur le Do, est manifestement de type C*, pouvant faire hésiter avec une teneur sur Si (de type B*), qui donne les mêmes formules. En l'occurrence, la finale de confido fait plutôt pencher pour une teneur sur le Si, mais l'indice n'est que d'une note...

## Pièces atypiques
- L'alléluia de type "Crastina die" (Vigile de Noël) est atypique, dans la mesure où les ornements sur le Sol ne se font qu'au-dessus de la teneur, ce qui ne permet pas de trancher entre une teneur de type A (Sol) ou de type C (Fa). Comme cette pièce n'a pas d'autre teneur, il s'agit d'un mode primitif, mais qui peut être de Ré ou de Do.
- Alléluia "Deus judex justus" (iii° D.P.P.), qui semble être d'un mode primitif en Ré très orné.
- Offertoire "Improperium" (Rameaux).
- Communion "Primum quaerite", de type primitif en Ré.